# CV-541
La carretera CV-541 es una carretera española secundaria que comunica la A-7 con el Embalse de Tous. Tiene una longitud aproximada de 16 km y antiguamente unía Alberique con el pueblo antiguo de Tous.

## Descripción del recorrido
Se accede a ella por la salida 861 de la autovía A-7, entrando en una rotonda.En el kilómetro 2,5 aprox. se sobrepasa la Acequia Real del Jucar por un puente. A continuación llegamos a otra rotonda, apenas llegar al km. 3, por la cual se accede a la Urbanización San Cristóbal. Si continuamos recto llegamos a la localidad de Tous. A partir de aquí (km.6), la carretera se vuelve más estrecha, porque sube por una montaña. Durante cuatro kilómetros recorremos la subida a la sierra, y en el kilómetro 9,5 aprox. nos encontramos con un camino de tierra que conduce al cerro del Palmeral. Poco después encontramos otra carretera que da acceso a la Presa de Tous y llega a Antella. A partir de aquí, la carretera se mantiene en torno a los 300 m s. n. m. hasta llegar al Embalse, donde antes comunicaba con el antiguo pueblo de Tous.